# Isabel Alekseyevna Tarakanova
Isabel Alekseyevna Tarakanova (1753 - 15 de Dezembro de 1775), mais tarde conhecida por Tarakanova ou Tarakanoff, foi uma pretendente ao trono russo. Entre outros nomes, disse ser knyaginya Vladimirskaya (Princesa Vladimir), princesa Isabel Alekseyevna, Fräulein Frank e Madame Trémouille. O nome Tarakanova (uma derivação do nome "tarakan" que significa barata em russo), apenas surgiu na cultura em séculos posteriores (na literatura, teatro, filmes e quadros), e foi inspirado nas condições de vida nas quais Isabel Alekseyevna viveu os seus últimos meses.

## Vida
Isabel terá afirmado ser filha de Alexey Razumovsky e da imperatriz Isabel da Rússia, nascida em São Petersburgo. Contudo, nem mesmo o seu local de nascimento é conhecido e não se sabe qual seria o seu verdadeiro nome. É conhecida por ter viajado por várias cidades na Europa ocidental. Tornou-se amante do conde Filipe Fernando de Limburg-Stirum e foi sustentada por ele, mantendo sempre a esperança de que o conde se casaria com ela.
Acabaria por ser presa em Livorno, na Toscana, por Aleksei Orlov que tinha sido enviado pela imperatriz Catarina, a Grande para a deter. Orlov seduziu-a, depois convenceu-a a embarcar num navio russo onde foi presa e levada para a Rússia em Fevereiro de 1775. Ao ser interrogada, Isabel negou alguma vez ter afirmado que era filha imperatriz Isabel, mas tal não impediu que fosse presa na Fortaleza de Pedro e Paulo onde viria a morrer de tuberculose em Dezembro do mesmo ano. Foi enterrada no Mosteiro de Novospassky, ao lado de outros Romanov que nunca chegaram ao trono.
A princesa Tarakanova tornou-se uma lenda na tradição russa que romantizou a sua morte, afirmando que tinha dado à luz um filho na prisão e morrido numa inundação. Uma teoria bastante conhecida defende que a sua morte foi simulada e que a princesa foi forçada a tornar-se freira com o nome de Dosiphea. Existem registos de uma freira com esse nome a viver no Convento de Ivanovsky entre 1785 e 1810.

## Filmes
- O filme russo "Knyazhna Tarakanova" de 1910, baseado numa peça de teatro escrita por Ippolit Shpazhinsky, onde o papel de Tarakanova foi interpretado por V. Mikulina.
- Em 1950, um filme de produção italiana e britânica intitulado "Shadow Of The Eagle" tem como acção principal a missão de Alexei Orlov para seduzir a princesa Tarakanova que foi interpretada por Valentina Cortese. Orlov foi interpretado por Richard Greene. Neste filme, Isabel Alekseyevna é retratada como uma princesa verdadeira que é uma ameaça política para Catarina e não apenas como uma pretendente ao trono. A história mostra Alexei como um homem muito mais afável que trai a confiança de Catarina para se entregar de corpo e alma a Isabel. Os acontecimentos históricos no filme são fiéis à História até ao momento em que Orlov conhece a princesa Tarakanova e o fim altera completamente os acontecimentos reais, uma vez que Orlov liberta Isabel da prisão na Rússia depois de um ataque arriscado e os dois vivem felizes para sempre, o que torna o filme extremamente ficcional.
- Em 1990, um filme de produção soviética intitulado "A Caça Real", baseado numa peça de teatro de Leonid Zorin, estreou na Rússia. Centrava-se na vida e nas aventuras da princesa pela Europa e na missão de Alexei Orlov para a enganar e capturar.